# Đồng An
Đồng An (tiếng Trung: (同安区), Hán Việt: Đồng An khu) Là một quận của thành phố Hạ Môn (厦门市), tỉnh Phúc Kiến, Cộng hòa Nhân dân Trung Hoa. Quận này có dân số theo điều tra năm 2003 là 295.000 người, trong đó có 180.000 người là nông dân. Quận Đồng An được chia thành các trấn: Đinh Khê, Liên Hoa, Tân Dân, Ngũ Hiển, Tây Kha Lục; 2 nhai đạo: Cấp Đại Đồng, Tường Bình Nhị và 3 nông trường, một khu phát triển kinh tế.